# Bataille de Reims (1814)
Pour les articles homonymes, voir Bataille de Reims.
 (juillet 2014).
Si vous disposez d'ouvrages ou d'articles de référence ou si vous connaissez des sites web de qualité traitant du thème abordé ici, merci de compléter l'article en donnant les références utiles à sa vérifiabilité et en les liant à la section « Notes et références ».
Notes
1. ↑  Henry Houssaye, 1814, Librairie Académique Perrin, 1905.

Sixième Coalition
Batailles
Campagne de Russie (1812)
- Liste des batailles
- Mir
- Moguilev
- Ostrovno
- Vitebsk
- Kliastitsy
- Smolensk
- 1re Polotsk
- Valoutina Gora
- Moskova
- Moscou
- Winkowo
- 2e Polotsk
- Maloïaroslavets
- Gorodnia
- Czaśniki
- Viazma
- Smoliani
- Krasnoï
- Bérézina

Campagne d'Allemagne (1813)
- Dantzig
- Lunebourg
- Möckern
- Lützen
- Bautzen
- Reichenbach
- Haynau
- Luckau
- Hoyerswerda
- Lauenbourg
- Goldberg
- Gross Beeren
- Katzbach
- Dresde
- Kulm
- Dennewitz
- Peterswalde
- Liebertwolkwitz
- Leipzig
- Hanau
- Sehested
- Torgau
- Hambourg

Campagne de France (1814)
- Sainte-Croix-en-Plaine
- Besançon
- Mayence
- Metz
- Saint-Avold
- 1re Saint-Dizier
- Brienne
- La Rothière
- Campagne des Six-Jours (Champaubert
- Montmirail
- Château-Thierry
- Vauchamps)
- Mormant
- Montereau
- Bar-sur-Aube
- Saint-Julien
- Laubressel
- Berry-au-Bac
- Craonne
- Coutures
- Laon
- Soissons
- Mâcon
- Reims
- Saint-Georges-de-Reneins
- Limonest
- Arcis-sur-Aube
- Fère-Champenoise
- 2e Saint-Dizier
- Meaux
- Claye
- Villeparisis
- Paris

- Feistritz
- Caldiero (en)
- Trieste
- Mincio

- Hoogstraten (de)
- Anvers
- Berg-op-Zoom
- Courtrai

La bataille de Reims eut lieu le 13 mars 1814, entre les troupes françaises et les troupes russes et prussiennes, durant la campagne de France de 1814. Les Français conduits par Napoléon furent victorieux.

## Contexte
Après la retraite de Russie et après la bataille de Leipzig, les alliés envahissent la France. Avec quelque 70 000 hommes contre un million d'hommes pour les armées alliées, Napoléon a peu de chances de les contenir, mais remporte toutefois quelques victoires.
Au début de 1814, les coalisés ont avancé jusqu'à Troyes et Laon. La Champagne est ravagée mais la campagne des Six-Jours fait reculer l'ennemi jusqu'à Châlons-sur-Marne. L'échec du Congrès de Châtillon relance les batailles et Napoléon arrête les coalisés le 14 mars à Reims.

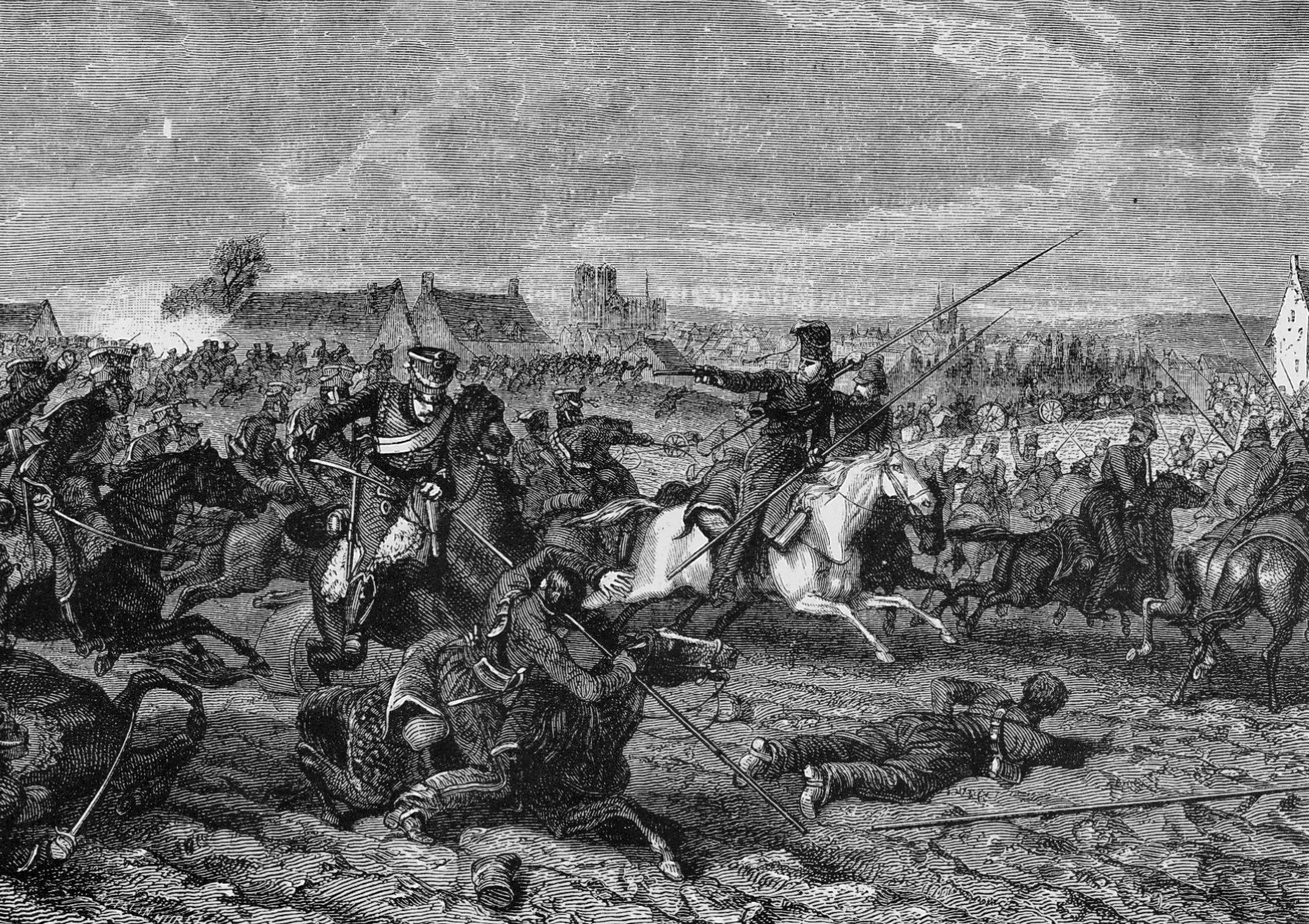
Les gardes d'honneur sabrant les cosaques à Reims, le 13 mars 1814. Gravure de Henri Félix Emmanuel Philippoteaux.

## La première bataille
Le 5 mars, le général Corbineau et la division Laferrière, venant de Fismes, entrent à Reims. Ils font prisonniers quatre bataillons de garde sur le plateau Sainte-Geneviève. Le 12, le général russe Guignard de Saint-Priest, rassemblant ses troupes à Cormontreuil, entre par la porte de Paris, le faubourg de Soissons et la route de Rethel au point du jour avec 15 000 hommes. Il y surprend le général Corbineau qui dispose d'un escadron de la Garde, de cinquante gendarmes et de la garde de la ville. L'infanterie se retire par le village de Saint-Brice et se reforme sous la protection du général Defrance. Le général Lacoste, neuf canons et plusieurs centaines de Français furent capturés.

## La bataille
La ville étant importante pour les communications, Napoléon part de Soissons le 12 à la tête de 10 000 hommes avec Marmont et la cavalerie du général Bordesoulle. Il fait faire mouvement à la cavalerie de la Garde, la division Friant et la brigade Boyer et se déplace en personne. Il reprend la ville le jour suivant. La gauche du mouvement est appuyée par le duc de Trévise sur l'Aisne et le faubourg de Soissons couverte par les divisions Christiani, Curial et Charpentier ainsi que la cavalerie du comte Belliard — comprenant la division Roussel et les brigades Pac et Curély.

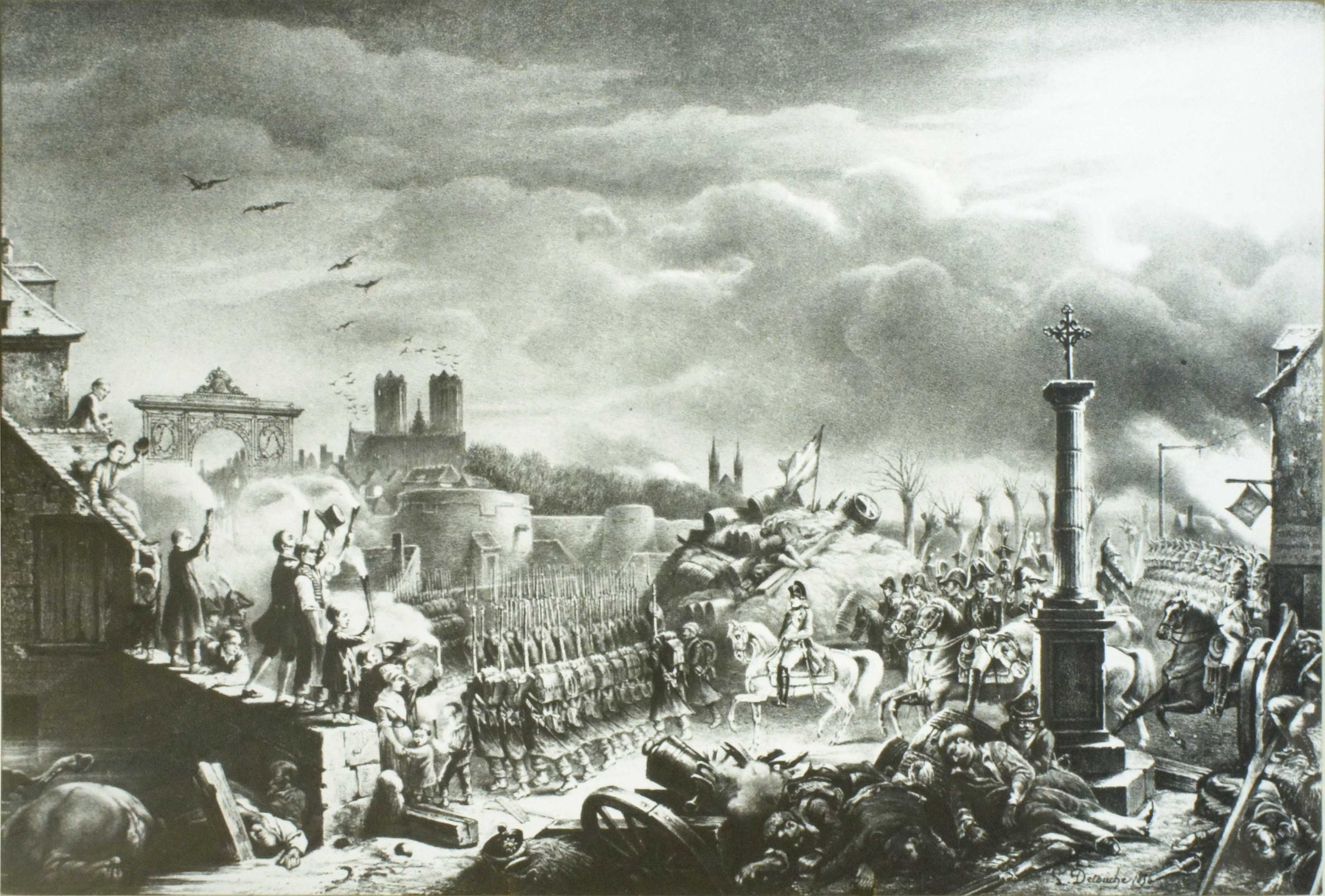
Napoléon entrant dans la ville par la porte de Vesle où se fit le principal de la résistance.

La division Merlin arrive, précédée par les cuirassiers du premier corps, et rencontre les Prussiens vers le pont de Sillery ; deux bataillons de Prussiens en échelons avancés à Rosnay sont capturés. Le fait que le commandant est blessé tôt dans la bataille induit de la confusion dans le rang des coalisés. Ivan Davydovitch Pantchoulidzev (ru), nouveau commandant coalisé, fait se replier les troupes dans la confusion vers la ville. Un bataillon d'infanterie russe de Riazan sous le commandement du colonel Ivan Nikititch Skobelev (ru) eut une tenue exemplaire face à la cavalerie française. Après une intense fusillade, les troupes coalisées refluent vers l'armée de Blücher. Le général Ségur est blessé dans la poursuite. 3 000 soldats alliés tombent dans la bataille, Saint-Priest est mortellement blessé. Capturé, il est amputé d'une jambe et décédera 16 jours plus tard ; il sera inhumé en la cathédrale de Laon.
Napoléon fait son entrée en ville en laissant en tête le 3e régiment de gardes d'honneur de la Garde impériale pour faire honneur à son action décisive.

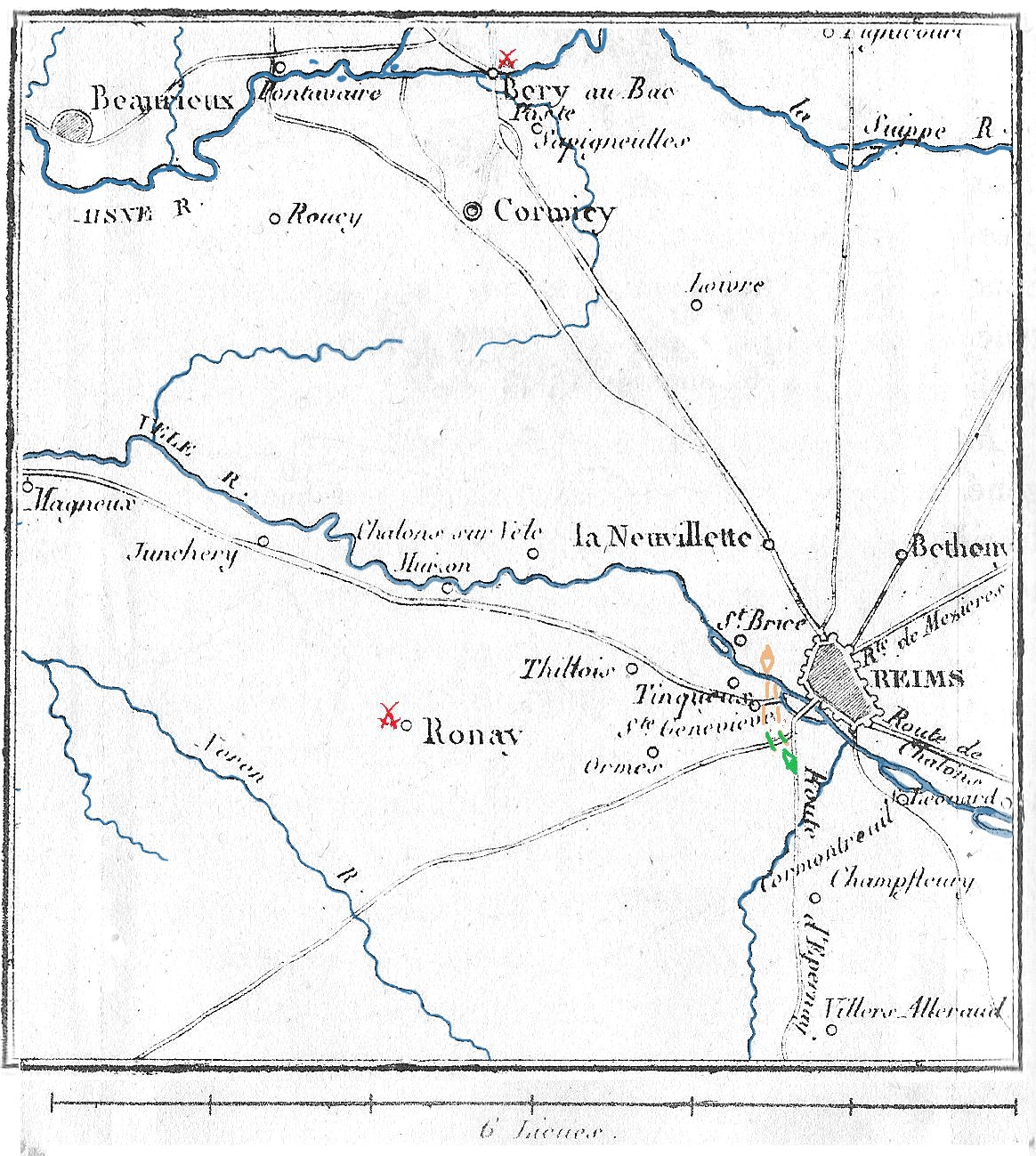
Carte de la bataille.

## Conséquences
Dans le même mouvement, le général Tettenborn fut chassé d'Épernay par les généraux Vincent et Colbert venant de Château-Thierry ; le prince de la Moscowa entra à Châlons à la tête de la cavalerie de Defrance et de l'infanterie de Boyer.
Les troupes étant épuisées et décimées, Napoléon les fit se reposer et tenta de lever des gardes de la Marne et de l'Aisne mais les équipements manquèrent et ils furent licenciés. Les coalisés marquèrent aussi un temps d'arrêt pour regrouper les armées et décider de la stratégie à mener.
La route vers Paris fut ouverte malgré cette victoire tactique, la Champagne fut occupée, la ville de Reims gouvernée par Serge Alexandrovitch Wolkonsky le 22 mars.

## Quelques représentations

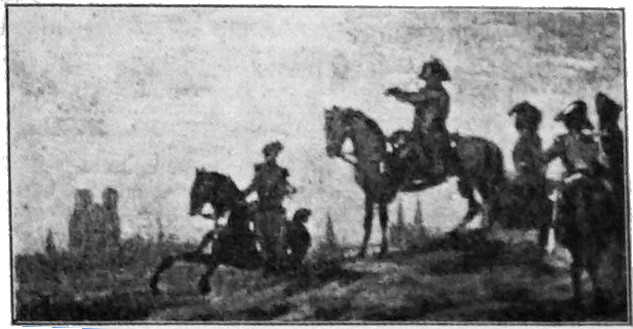
Napoléon dirigeant la bataille depuis le Mont-Saint-Pierre.
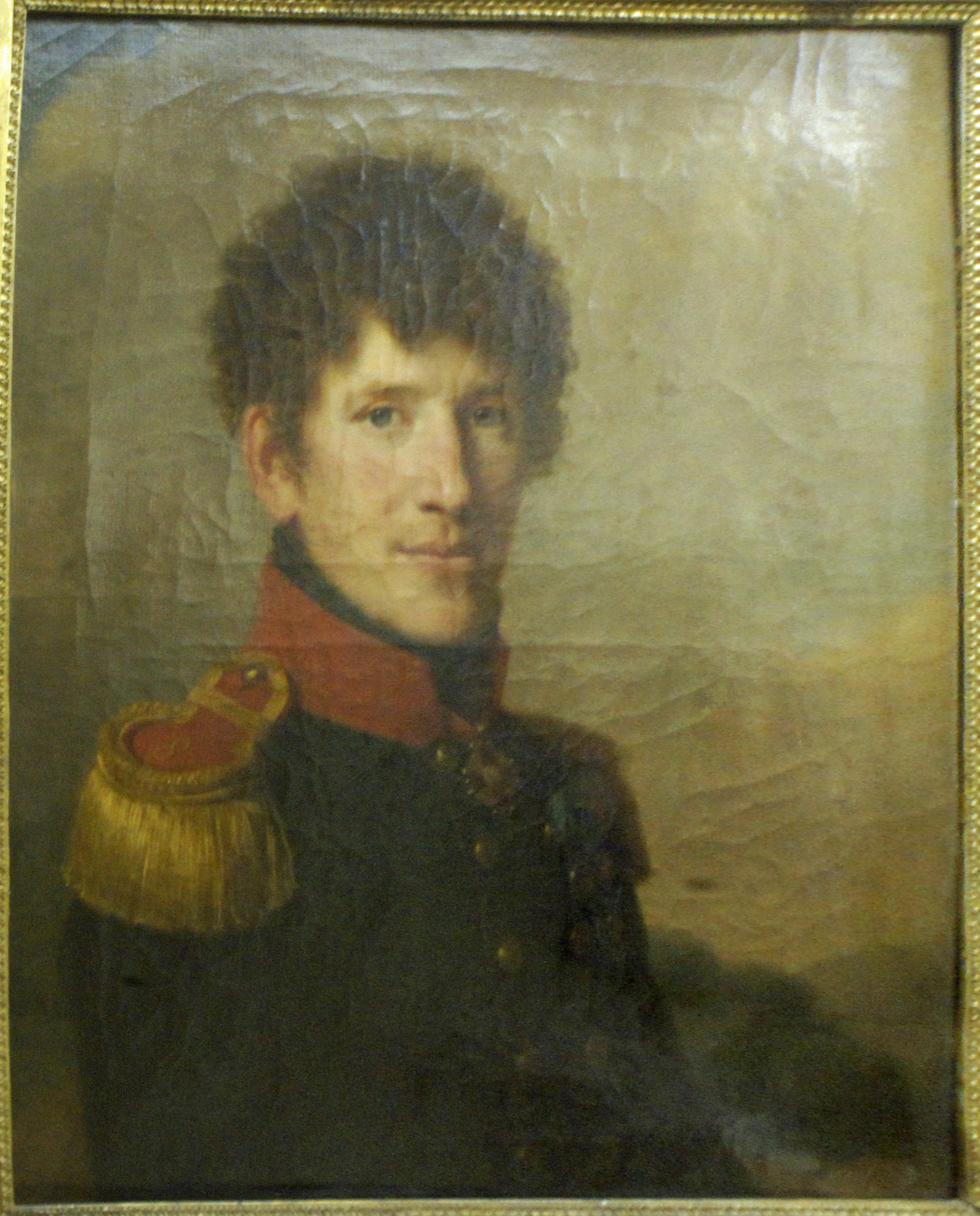
S. Wolkonsky par Lié Louis Périn.
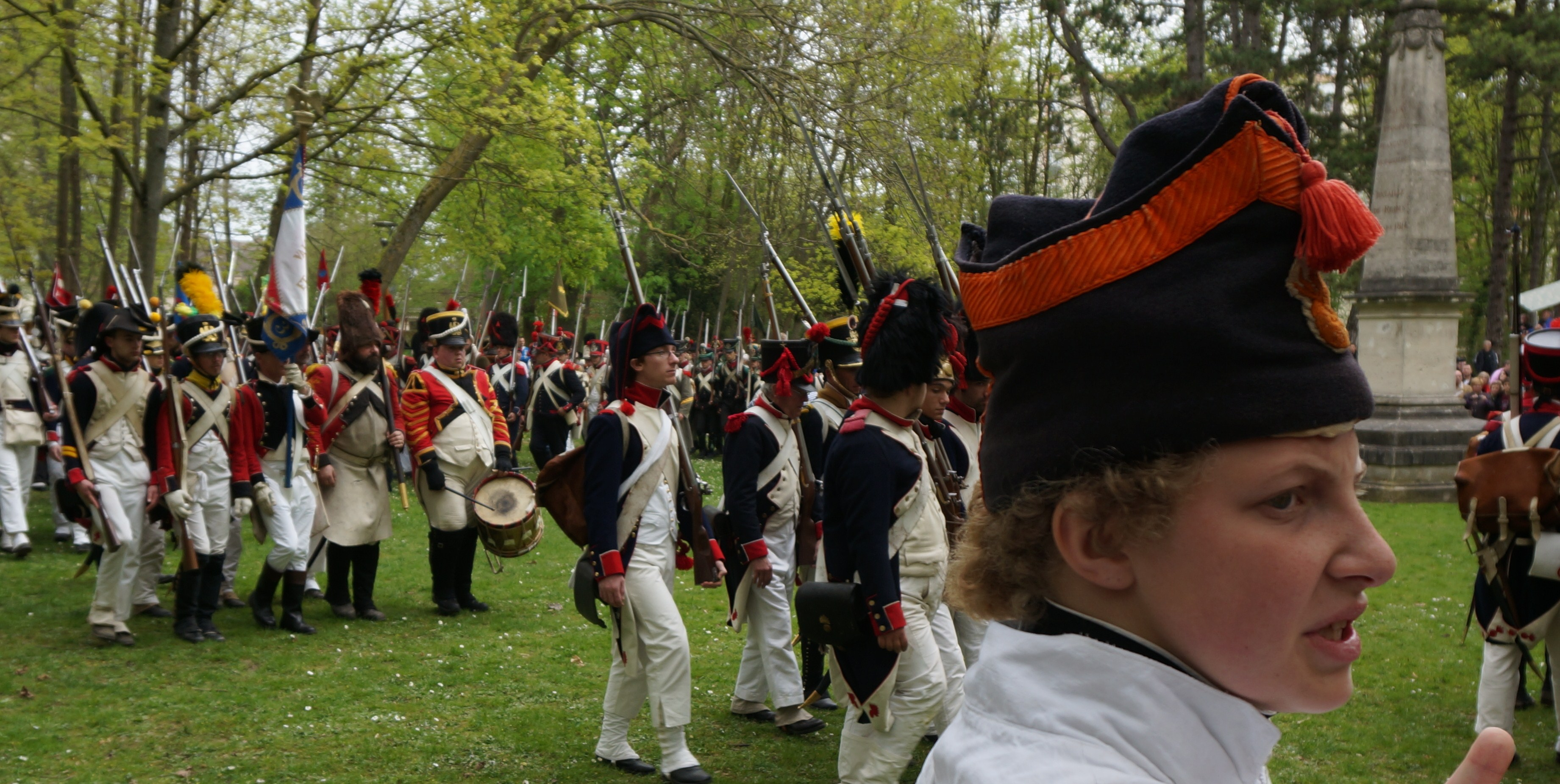
Bi-centenaire de la bataille de Reims.
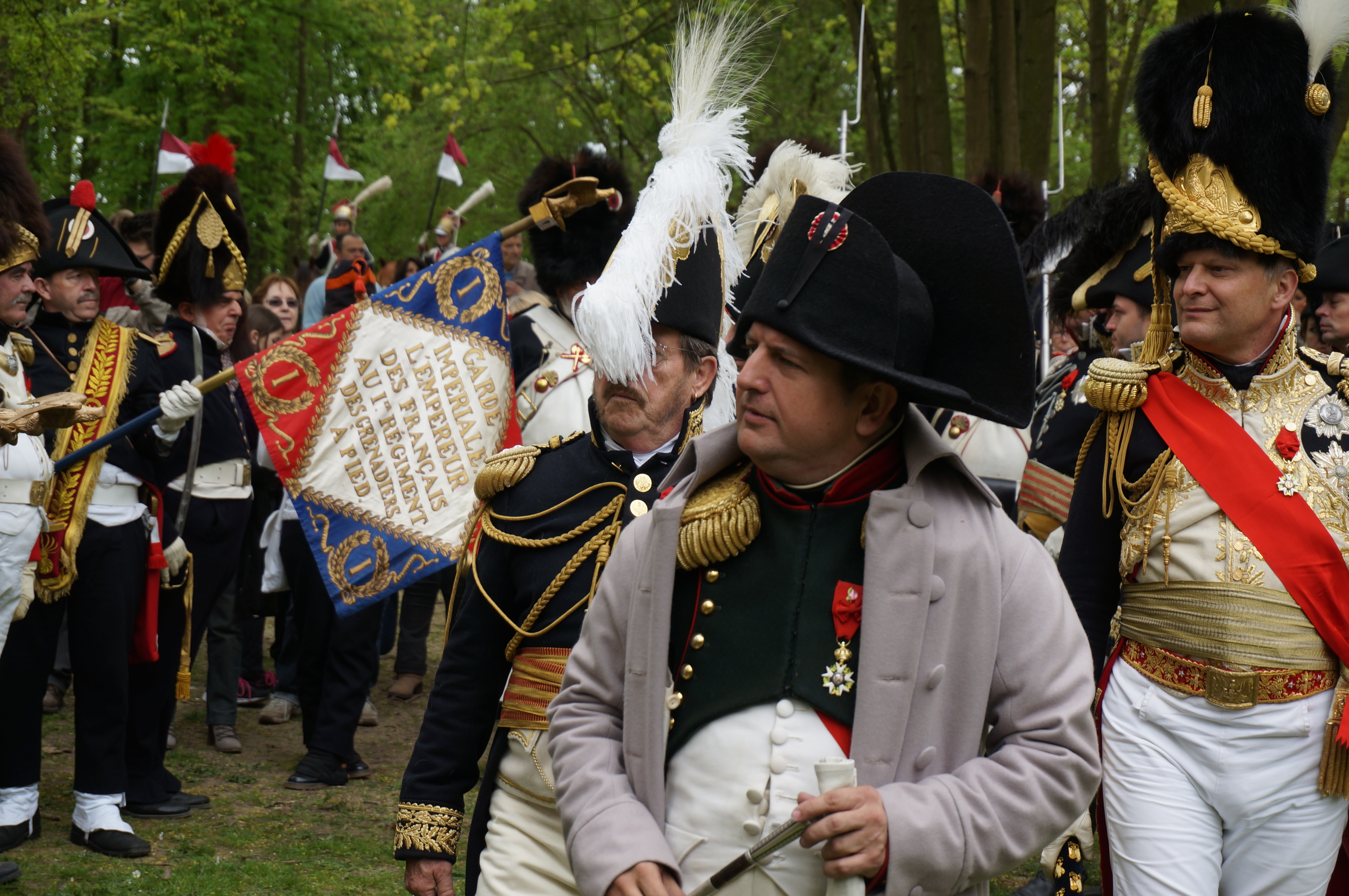
Venue de Napoléon.
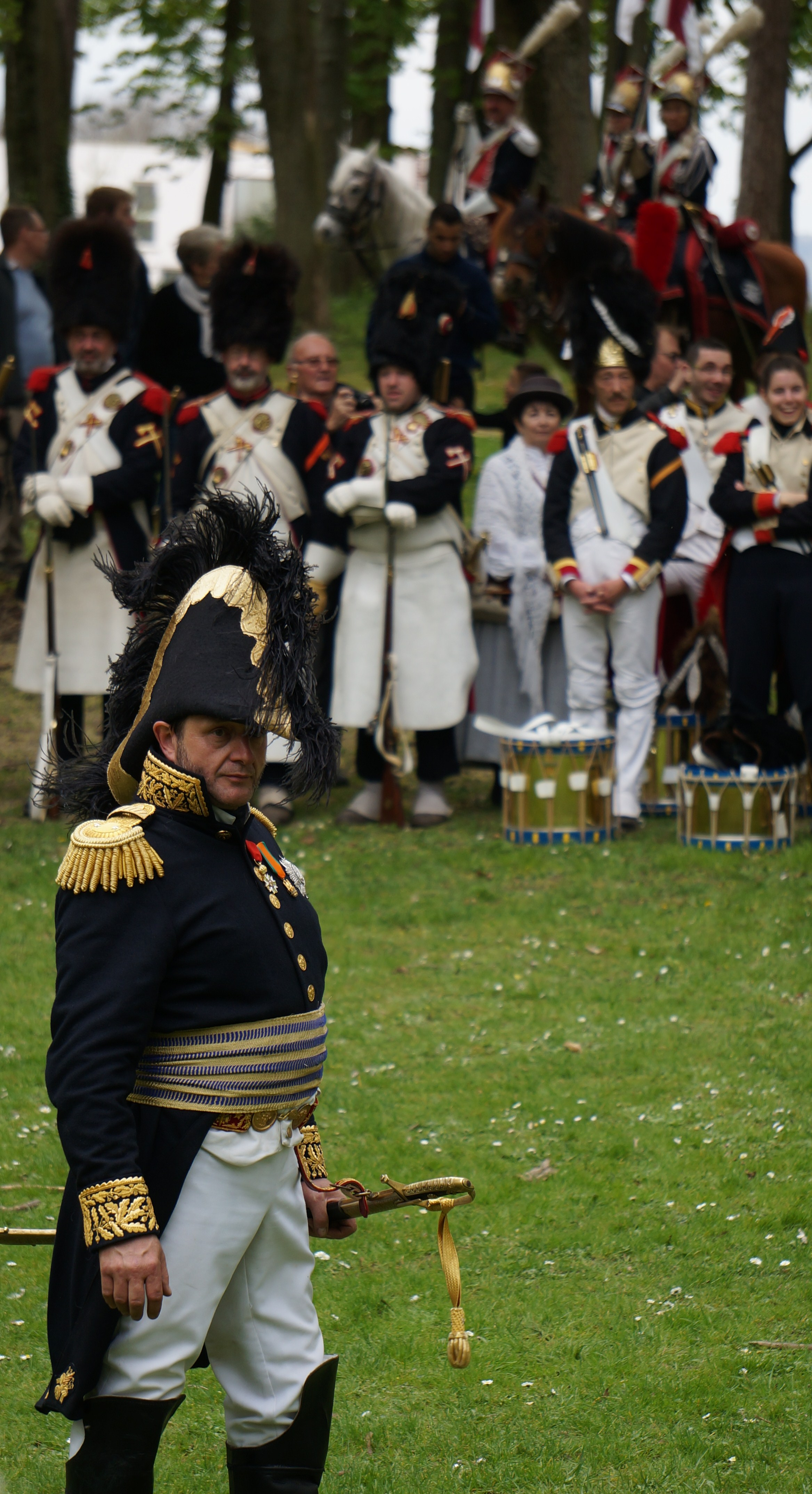
Bi-centenaire.
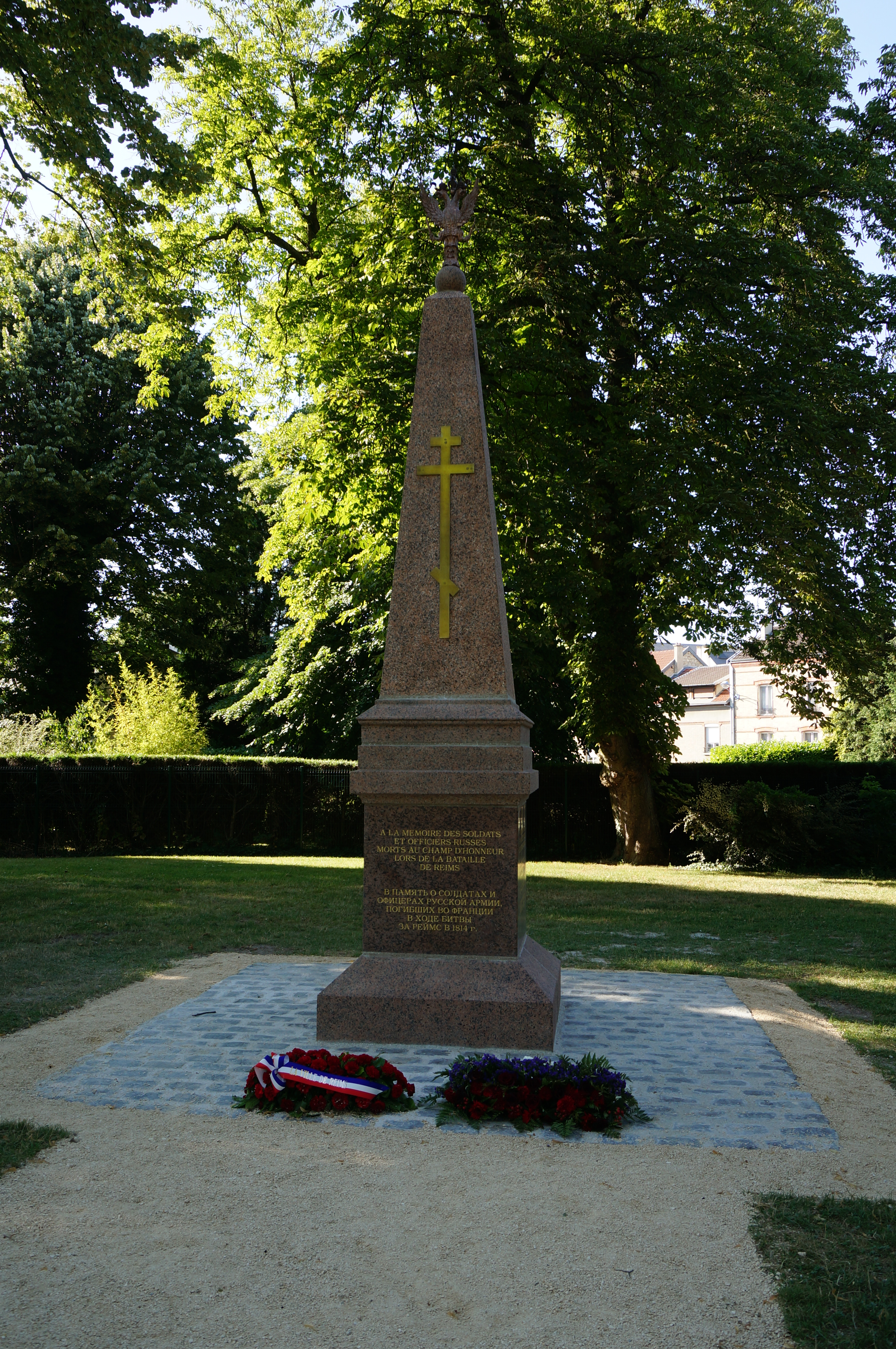
Monument aux morts russes.
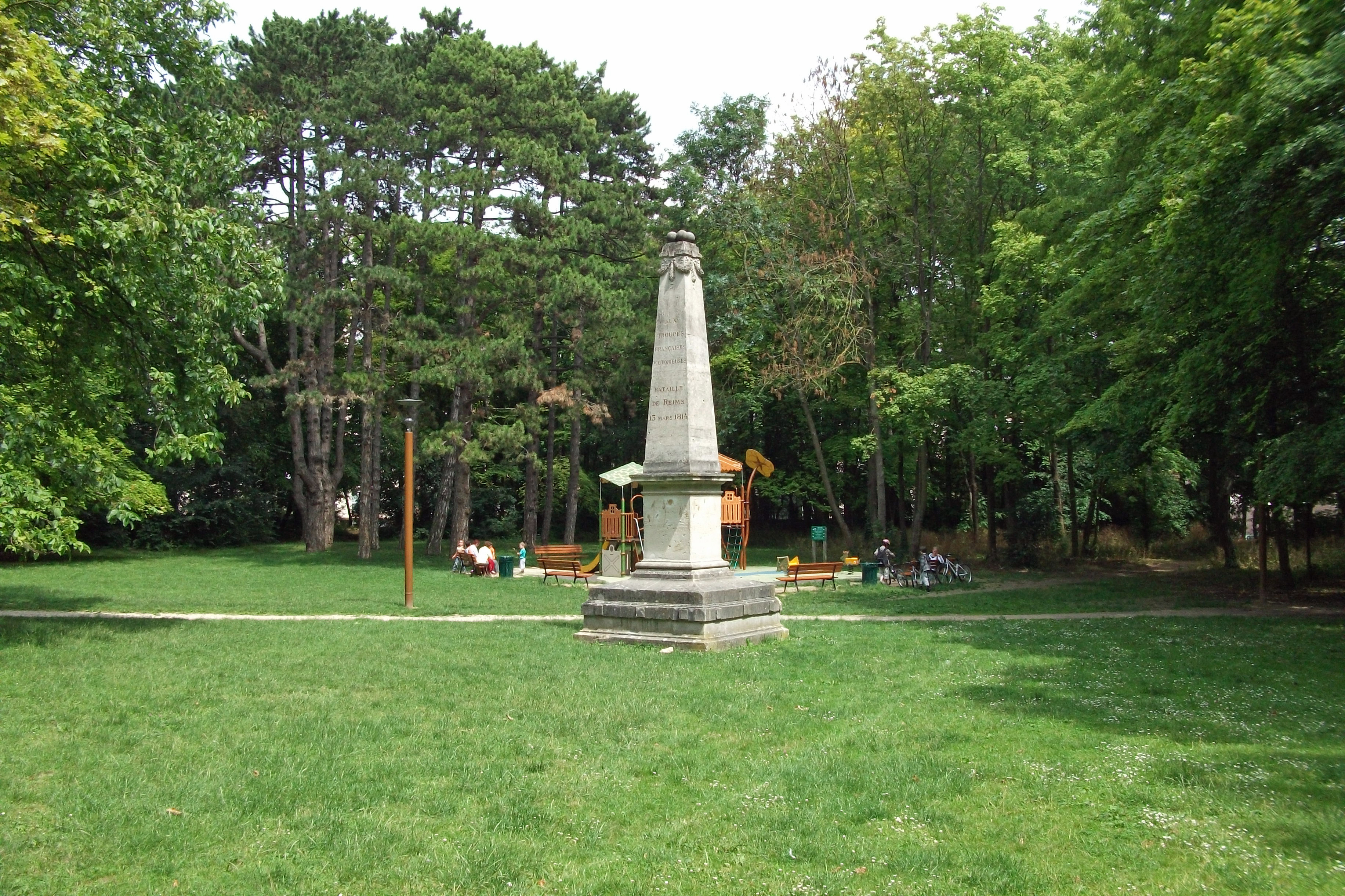
Monticule sur lequel Napoléon dirigea la bataille.
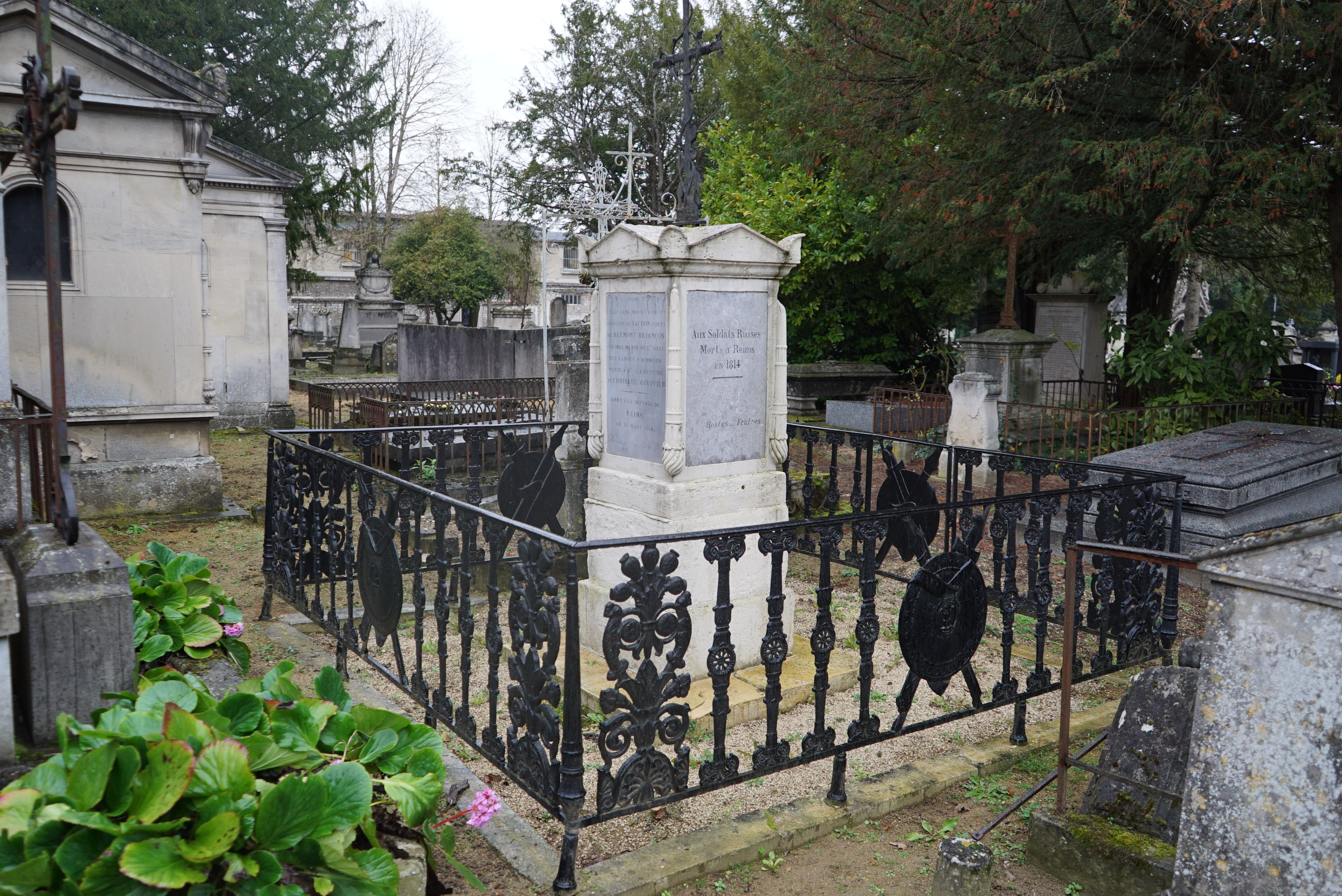
Monuments aux morts, cimetière du Nord.